# Stipa isoldeae
Stipa isoldeae är en gräsart som beskrevs av Hildemar Wolfgang Scholz. Stipa isoldeae ingår i släktet fjädergrässläktet, och familjen gräs. Inga underarter finns listade i Catalogue of Life.